# Ferreries
Ferreries, en catalan et officiellement (Ferrerías en castillan), est une commune d'Espagne de l'île de Minorque dans la communauté autonome des Îles Baléares.

## Géographie

Localisation de l'île de Minorque dans les Îles Baléares.
Localisation de Ferreries dans l'île de Minorque.

La commune est située à 24 km de Ciutadella de Menorca. Le territoire de la commune traverse l'île du nord au sud et a donc accès à la mer de chaque côté.

## Histoire
Le nom de la commune vient du mot minorquin "ferrer", forgeron ; d'autres sources le rattache au latin "ferrum", fer. En effet, des forges existaient là depuis des siècles et devaient donner naissance au village. On y trouve des traces du passage des Maures, le clocher de l'église est un ancien minaret.

## Économie
La commune est renommée pour sa fabrication de meubles, bijoux, sacs à main et chaussures de luxe. On y fait également des avarques.